# Wohnsiedlung Hardau I
Die Wohnsiedlung Hardau I ist eine kommunale Wohnsiedlung neben den Hardau-Hochhäusern in Zürich-Aussersihl, die 1964 fertiggestellt war. Sie soll in den 2020er-Jahren durch einen Neubau ersetzt werden.

## Bauwerk
Die Siedlung liegt zwischen den Hochhäusern der Überbauung Hardau II und der Hardstrasse, südlich wird sie vom Hardaupark begrenzt. Sie besteht aus drei Zeilen vierstöckiger  Mehrfamilienhäuser mit Flachdach, die zusammen 80 kleinräumige Wohnungen anbieten. Ausbaustandard und Schalldämmung der Wohnungen entsprechen nicht mehr dem Standard der 2020er-Jahre, ausserdem erlaubt die Bauordnung der Stadt mehr Wohnfläche auf dem bestehenden Grundstück. Es wurde deshalb beschlossen, die bestehende Bebauung durch eine neue zu ersetzen. 
Das Neubauprojekt wurde in einem Architekturwettbewerb bestimmt, der von den Graber Pulver Architekten aus Zürich gewonnen wurde. In zwei Gebäuden werden 125 Wohnungen untergebracht, die den heutigen Ansprüchen bezüglich Energieverbrauch und hindernisfreiem Wohnen entsprechen.